# Franjo Tuđman
Franjo Tuđman (IPA: [frǎːɲo tûd͡ʑman] ) (Veliko Trgovišće, 14 maggio 1922 – Zagabria, 10 dicembre 1999) è stato un politico e militare croato, presidente della Repubblica socialista di Croazia dal 1990 al 1991 e primo presidente della Croazia indipendente. Fu uno degli artefici della dissoluzione della ex Jugoslavia e della conseguente guerra civile che portò all'indipendenza croata. Il partito politico di Tuđman, l'Unione Democratica Croata (Hrvatska demokratska zajednica - HDZ), vinse le prime elezioni multipartitiche dopo la riforma elettorale per il sistema democratico a più partiti. Tuđman venne eletto a presidente del Paese. Un anno dopo proclamò la dichiarazione d'indipendenza croata. Fu rieletto due volte e rimase al potere fino alla sua morte, avvenuta alla fine del 1999.
È stato riconosciuto post mortem dal Tribunale internazionale per l'ex Jugoslavia membro chiave di un gruppo criminale che intendeva conquistare con la violenza una parte del paese confinante della Bosnia ed Erzegovina, in particolare eliminandone la popolazione musulmana attraverso la commissione di crimini di guerra e contro l'umanità. Inoltre, lo stesso propugnava l'eliminazione di ogni presenza serba nella regione della Krajina così commettendo atti considerati crimini di guerra.
Diverse fonti hanno definito il suo governo nazionalista ed autoritario.

## Biografia
Franjo Tuđman nacque il 14 maggio 1922 a Veliko Trgovišće, allora parte del Regno dei Serbi, Croati e Sloveni, da Stjepan Tuđman e Justina Gmaz. Il padre era un membro attivo del partito contadino croato. Nel 1940, mentre frequentava la scuola superiore a Zagabria, venne arrestato dalle autorità jugoslave per il suo appoggio al movimento nazionalista croato.

### Tuđman e il comunismo
Durante la seconda guerra mondiale Tuđman combatté nelle file dei partigiani jugoslavi di Tito, insieme con il fratello Stjepan che cadde in azione nel 1943. In questo periodo conobbe la futura moglie, Ankica.
Divenne uno dei più giovani generali dell'esercito popolare jugoslavo negli anni sessanta — un fatto che alcuni osservatori hanno collegato al fatto che proveniva da Zagorje, una regione che aveva portato pochi partigiani comunisti.
Tuđman smise di prestare servizio militare nel 1961 per fondare l'Istituto per la storia dei movimenti dei lavoratori, di cui rimase direttore fino al 1967.

### Il dissidente
Oltre al libro sulla guerriglia, Tuđman scrisse una serie di articoli attaccando il regime comunista jugoslavo, e per questo fu espulso dal partito. Il più importante dei suoi libri scritti in quel periodo è Velike ideje i mali narodi, (Grandi idee e piccoli popoli), una monografia sulla storia politica che si contrappose ai dogmi fondamentali della élite comunista jugoslava, riguardo al collegamento tra elementi sociali e nazionali nella guerra rivoluzionaria jugoslava (durante la seconda guerra mondiale).
Nel 1971 fu condannato a due anni di carcere per attività sovversive durante il periodo del movimento politico della Primavera croata.
La Primavera croata fu un movimento riformista nato nel clima di crescente liberalismo alla fine degli anni sessanta. Si trattò inizialmente di un liberalismo moderato e ideologicamente controllato dal partito, ma ben presto sfociò in manifestazioni di massa di insoddisfazione riguardo alla posizione del popolo croato nella Jugoslavia, e iniziò a minacciare il monopolio politico del partito. Assieme alle idee riformiste, presero sempre più piede istanze di natura puramente nazionale, che sfociarono in fortissime tensioni fra croati e serbi, nel solco della pluridecennale storia jugoslava e come presagio di ciò che sarebbe accaduto vent'anni dopo. Di tutto ciò fece le spese anche la minoranza italiana, accusata dai croati di irredentismo e pesantemente colpita nelle sue strutture. Il risultato fu una ferma e immediata soppressione da parte di Tito, che usò l'esercito e la polizia per distruggere quello che vide come una minaccia al sistema comunista e alla stessa integrità della Jugoslavia. Ci furono tentativi di mediazione andati a vuoto.
Durante il turbolento 1971, il ruolo di Tuđman fu quello di una forma particolare di dissidente, che denunciava la pretesa «serbizzazione» della Jugoslavia, così come il ruolo del centralismo in Jugoslavia e la continuazione dell'ideologia dello jugoslavismo unitario. Tuđman asserì che questa idea romantica, originariamente croata, del panslavismo del XIX secolo era stata usata in entrambi gli stati jugoslavi in un fronte per cercare di dominare le popolazioni non serbe: dall'economia all'esercito, alla cultura e alla lingua. All'interno di questa polemica, iniziò un aspro dibattito sul numero delle vittime del campo di concentramento di Jasenovac, sviluppato negli anni successivi ed espresso chiaramente all'interno del libro Gli orrori della Guerra.

### Gli orrori della Guerra(Bespuća povijesne zbiljnosti)
Nel 1989 Tuđman pubblicò la sua opera più famosa, Gli orrori della guerra (Bespuća povijesne zbiljnosti), in cui metteva in discussione il numero delle vittime durante la seconda guerra mondiale in Jugoslavia. Gli orrori della guerra è un libro strano, una raccolta di riflessioni sul ruolo della violenza nella storia del mondo frammiste a reminiscenze personali sulle sue baruffe con gli uomini degli apparati, giungendo infine al vero nucleo dell'opera: l'attacco alla sopravvalutazione delle vittime serbe nello Stato Indipendente di Croazia (NDH).
Il libro (tradotto anche come La terra sterile della Realtà Storica) causò anche molte discussioni a causa del seguente brano:
Gli storici serbi più politicizzati hanno sostenuto che il numero di serbi uccisi a Jasenovac fu compreso tra 500.000 e 1.000.000. Secondo uno storico straniero, Tito (che era croato, ma si dichiarava jugoslavo) diceva che erano morti un milione e settecentomila in Jugoslavia durante la seconda guerra mondiale e a scuola si insegnava che un milione erano morti a Jasenovac. Queste cifre erano grossolanamente inaccurate, come la maggior parte delle stime sui morti della seconda guerra mondiale, gonfiate o sgonfiate in base a chi scrive la storia; erano intenzionalmente messe in circolazione, abilmente manipolate e gonfiate per ragioni puramente politiche: gli Ustascia erano un nemico sconfitto della seconda guerra mondiale, che doveva essere raffigurato come estremamente negativo, come realmente era stato. Alcuni si spinsero fino a criminalizzare tutti i croati per estensione, e a vittimizzare tutti i serbi, creando dunque un'immagine di popolo vittimizzato dai croati, indicati come fanatici e diabolici «serbicidi».

Tuđman, assieme a Joža Horvat nel febbraio 1945

Ciò, a sua volta, portò ad atteggiamenti che facevano ricorso alla paura, all'ostilità e alla sete di vendetta sia da una parte sia dall'altra. Il fatto che tali pretese venissero promosse dai membri dell'intellighenzia serba, li fece apparire come un fatto scientifico ai serbi, più che come un'opinione. Era ferma opinione di Franjo Tuđman che tutto ciò venisse fatto nel tentativo di creare e rafforzare il dominio della Grande Serbia sulle rovine della Jugoslavia del dopo Tito.
Tuđman, basandosi su ricerche precedenti commissionate da lui stesso, affermò che il numero di tutte le vittime del campo di Jasenovac (serbi, ebrei, rom, croati e altri) fu tra i 30.000 e i 60.000: un'opinione messa in discussione da molti storici.
Un'altra controversia scatenata da Gli orrori della Guerra fu quella relativa al presunto antisemitismo di Tuđman, che verrebbe fuori da questo libro: egli citò diverse fonti ebraiche che dimostrano come sia difficile stimare il numero delle vittime - gli storici hanno stabilito tra 4 e 6 milioni il numero degli ebrei uccisi dal genocidio nazista. L'incertezza su queste cifre (margine di errore oscillante intorno ai due milioni di persone) spinse Tuđman ad equiparare queste stime a quelle sui serbi.
Anche lo stile di Tuđman era tutt'altro che sfumato: ciò diede adito a tensioni tra una parte delle comunità ebraiche (specialmente negli Stati Uniti e in Israele) e confuse Tuđman - una tensione che fu presto fatta svanire da eminenti figure ebraiche come gli scrittori e pubblicisti Alain Finkielkraut e Philip Cohen, o Tommy Baer del Congresso Mondiale Ebraico.
Al di là di questi dissidi, Gli orrori della Guerra, il libro più famoso di Tuđman, rimane vicino ad una visione del mondo di sinistra e socialista, senza interrogarsi sull'ideologia marxista in quanto tale.

### Lavori pubblicati
Riguardo alla considerazione scientifica delle opere di Tuđman, è da notare che:
- il suo testo Hrvatska u monarhistickoj Jugoslaviji (La Croazia nella Jugoslavia monarchica, di oltre 2000 pagine) è diventato il più diffuso libro di testo universitario per l'analisi di questo periodo della storia croata[senza fonte];
- i suoi (più brevi) trattati sui problemi nazionali (Nacionalno pitanje u suvremenoj Europi/La questione nazionale nell'Europa contemporanea e Usudbene povijestice/I destini della storia) sono considerati ancora degni di nota su questo particolare problema[senza fonte];
- il suo lavoro più celebre (Bespuća povijesne zbiljnosti/Gli orrori della guerra), con ogni probabilità sarà considerato solo come testimonianza di un periodo storico[senza fonte].

In genere, i lavori storici di Tuđman sono ormai considerati in Croazia come aventi lo status di indispensabili indagini sintetiche sulla storia croata del XX secolo, mentre le sue brevi analisi politico-culturali e geopolitiche appartengono al patrimonio del pensiero politico croato classico. Comunque, i trattati eccessivamente marxisti e le invettive polemiche di Tuđman sono legate al momento storico e, con ogni probabilità, finiranno nel dimenticatoio.
Questa interpretazione però non è condivisa da una gran parte degli studiosi: secondo lo storico Luciano Canfora "Tuđman non è soltanto "revisionista" sul piano "storiografico", è anche un antisemita in servizio permanente (...). Tuđman, che esalta Pavelić e condanna il cosiddetto "giudaismo internazionale" passa per il "moderato" della nuova Croazia. La Croazia (...) è ormai a tutti gli effetti una nuova "Croazia fascista", come ha efficacemente argomentato Simon Wiesenthal in un'intervista apparsa su questo giornale il primo aprile [1993]".
La storiografia internazionale quindi considera gli scritti di Tuđman come delle fonti per approfondire lo studio sul personaggio storico, ma non li si trova citati fra le opere scientificamente probanti.

### Il programma nazionale
Nell'ultima parte degli anni ottanta, la Jugoslavia si trascinava verso la sua inevitabile fine, lacerata da contrapposte aspirazioni nazionali: tra di esse, la questione albanese nella provincia autonoma del Kosovo, compresa dentro i confini della Serbia, e il movimento populista nazionale pan-serbo, ispirato da un'élite intellettuale serba e guidato da Slobodan Milošević. In questo contesto, Tuđman formulò un programma nazionale croato che può essere riassunto nei seguenti punti:
- L'obiettivo principale era l'instaurazione dello Stato nazionale croato: perciò, tutte le dispute ideologiche del passato dovrebbero essere messe da parte. In pratica, ciò significò un forte supporto dalla diaspora croata anticomunista (in buona parte legata all'ideologia ustascia), specialmente dal punto di vista finanziario.
- I risentimenti e l'opposizione delle nazioni dell'Europa occidentale devono essere messi in conto, in particolare obiezioni del tipo: «Noi stiamo intraprendendo un processo di integrazione e voi croati volete distruggere un esempio riuscito di Stato multietnico, come la Jugoslavia». La risposta a questo era, secondo Tuđman: «La vostra cara Jugoslavia non è un paradiso multietnico, ma una tirannide comunista serba. Voi volete un'"integrazione" basata sull'oppressione?». Detto in termini più raffinati: «Le nazioni stanno attraversando processi simultanei di individualismo su base nazionale e di integrazione internazionale».
- Anche se l'obiettivo ultimo di Tuđman era una Croazia indipendente, egli era conscio della realtà della politica interna ed estera. Così, inizialmente, la sua proposta principale non fu di una Croazia completamente indipendente, ma di una Jugoslavia confederale con tendenza a decentramento e democratizzazione crescenti. Egli riteneva che questo processo avrebbe alla fine reso impossibili tutti i progetti di Grande Serbia, ma solo se fosse stato realizzato pacificamente[senza fonte].
- Tuđman prefigurò la Croazia futura come un capitalismo accompagnato da uno stato sociale, cosa che avrebbe inevitabilmente portato il Paese verso l'Europa centrale e lontano dai Balcani[senza fonte].
- Riguardo agli scottanti problemi dei conflitti nazionali, almeno all'inizio la sua visione era questa: egli sapeva che il nazionalismo serbo avrebbe potuto causare devastazioni sul suolo croato e bosniaco, poiché i serbi di fatto controllavano il JNA (Esercito Popolare Jugoslavo). In effetti i serbi, pur essendo meno del 40% della popolazione della Jugoslavia, costituivano circa l'80% degli ufficiali dell'esercito. Secondo alcune stime il JNA era il quarto esercito europeo quanto a potenza di fuoco. In meno di quattro anni, questo esercito fu «colonizzato» ideologicamente ed etnicamente dai serbi.[senza fonte] La proposta di Tuđman era che i serbi residenti in Croazia, circa l'11% della popolazione croata, potessero acquisire un'autonomia culturale e, per certi versi, anche politica. Questa posizione di Tuđman non soddisfaceva i desideri dei serbi, che si muovevano su più livelli: essi consideravano d'avere - in quanto popolo costitutivo della Jugoslavia - lo stesso diritto di secessione che i croati stessi desideravano esercitare nei confronti della Federazione. La risposta croata fu chiarissima: nella nuova Costituzione croata si affermò che "il Parlamento Croato non sanzionò mai la decisione del Consiglio Nazionale dello Stato degli Sloveni, Croati e Serbi di unirsi alla Serbia e al Montenegro nel Regno dei Serbi, Croati e Sloveni (1º dicembre 1918)" (con ciò negando la legittimità dell'unione originaria della Croazia alla prima Jugoslavia), ma soprattutto che "La Repubblica di Croazia è stabilita come lo stato nazionale della Nazione Croata e lo stato delle minoranze nazionali autoctone: Serbi, Cechi, Slovacchi, Italiani, Ungheresi, Ebrei, Tedeschi, Austriaci, Ucraini e Ruteni"[15]: da "popolo costitutivo" della Jugoslavia, i serbi della Croazia venivano quindi inseriti all'interno di uno Stato autodichiaratosi "nazionale", nel quale essi erano una minoranza assimilata a tutte le altre.
- Per quello che riguardava la Bosnia ed Erzegovina, Tuđman pensava (come molti croati del nord-est) che i musulmani di Bosnia (o bosgnacchi) fossero essenzialmente croati di fede musulmana e, liberati dalla censura comunista, si sarebbero dichiarati etnicamente croati, rendendo così la Bosnia uno Stato a prevalenza croata (essendo i bosgnacchi il 44% della popolazione, i serbi il 33% e i croati il 17%). È da notare che i serbi a loro volta consideravano che i bosgnacchi fossero dei serbi di fede musulmana, e proponevano gli stessi concetti croati, capovolti. Conseguentemente, sia i croati sia i serbi maturarono idee di annessione di grandi parti del territorio bosniaco.

### Presidente della Croazia
Le tensioni interne che paralizzarono la Lega dei Comunisti di Jugoslavia (congresso federale del gennaio 1990) spinsero i governi delle repubbliche federate ad indire le prime elezioni libere dopo il 1945.
Dopo la caduta del muro di Berlino, anche in Jugoslavia si registra il passaggio dal sistema del partito unico (la Lega dei comunisti) a un sistema democratico con più partiti. Con il 14º congresso della Lega si arriva all'abbandono del congresso da parte della delegazione slovena. Gli sloveni infatti avevano presentato una serie di proposte di compromesso, che vennero tutte bocciate, lasciando loro l'unica opzione del ritiro. I croati, guidati da Ivica Račan, chiesero allora la sospensione del congresso: nel caso si fosse continuato, non avrebbero votato. Milošević a capo dei comunisti serbi decise di far continuare i lavori, poiché la sospensione ne avrebbe decretato lo scioglimento, con gravi conseguenze. Di fatto la continuazione dei lavori veniva a ratificare il distacco della Lega slovena e poneva la Lega dei Comunisti della Croazia in una difficile posizione. Gli antefatti di una tale situazione erano principalmente nella politica centralista e nazionalista di Milošević, che già aveva portato all'abolizione della regione autonoma della Voivodina, alla carcerazione del leader comunista del Kosovo Azem Vllasi e alla sostituzione dei quadri dirigenti della Lega dei Comunisti del Kosovo con l'impiego della polizia e dell'esercito. Milošević si candidava di fatto a reggere il potere in tutta la Jugoslavia. Ma il tentativo di organizzare una grande manifestazione di serbi a suo favore a Lubiana, capitale della Slovenia, non era riuscito. Le elezioni democratiche nelle Repubbliche erano già state decise prima del congresso.
I legami di Tuđman con la diaspora croata sono stati ritenuti di cruciale importanza per la fondazione della Comunità Democratica Croata (Hrvatska demokratska zajednica, o HDZ, dal suo acronimo) nel 1989 - un partito che sarebbe rimasto al potere fino al 2000 e che non può essere classificato con i criteri classici degli scenari politici più stabili. Egli si recò alcune volte in Canada e negli Stati Uniti dopo il 1987, ove incontrò anche alcuni croati dichiaratamente nostalgici del regime ustascia: uno di essi - Gojko Susak - divenne perfino ministro di Tuđman: era figlio di un ustascia e venne ritratto in televisione mentre salutava i suoi accoliti con il saluto degli ustascia.
L'HDZ è un partito conservatore di destra. In particolare, agli inizi era molto nazionalista e predicava valori basati sul cattolicesimo mescolati con tradizioni storiche e culturali, che nella Jugoslavia comunista non si potevano esprimere (molti ex comunisti passarono all'HDZ piuttosto che al partito erede del partito comunista che alle prime elezioni democratiche in Croazia cambiò il nome in Partito dei Cambiamenti Democratici, considerando che la Lega dei Comunisti Croati aveva deciso di passare al sistema democratico di propria volontà senza che vi fossero state forti pressioni di piazza). Lo scopo era di conseguire l'indipendenza dello Stato croato. La costituzione jugoslava del 1974 sanciva già la sovranità della Croazia prevedendo anche il diritto, come per tutte le altre repubbliche federate, di secedere dalla Federazione della Jugoslavia. L'HDZ trionfò alle elezioni, svolte con un sistema maggioritario che favoriva in modo esponenziale il partito che prendeva più voti: con circa un terzo delle preferenze, il partito di Tuđman ottenne circa il 60% dei seggi nel Parlamento Croato.
La strategia di Tuđman di prendere tempo contro l'esercito jugoslavo nel 1991, siglando frequenti tregue attraverso la mediazione di diplomatici stranieri, fu efficace: quando fu siglata la prima tregua, il nascente esercito croato disponeva solo di sette brigate; all'ultima tregua, la ventesima, l'esercito croato poteva contare su 64 brigate. Si ritiene anche che Tuđman abbia siglato un accordo segreto con Milošević nel marzo 1991, con la mediazione di Richard Holbrooke, per la spartizione della Bosnia.
All'infuori della guerra, altri cambiamenti significativi hanno modificato la società croata nell'era di Tuđman (che ha coperto l'ultimo decennio del XX secolo). Probabilmente, la maggior parte di questi cambiamenti sarebbe comunque avvenuta durante la transizione dal comunismo al capitalismo e da una dittatura monopartitica ad una democrazia di tipo occidentale. Indiscutibilmente, Tuđman accelerò o rallentò alcuni di questi processi.
È certo che non poche figure dubbie, vicine a Tuđman (che era il centro del potere nella società croata), abbiano tratto enormi guadagni da questa situazione, ammassando ricchezze con rapidità. Questo fenomeno è comune alle riforme caotiche in tutte le società post-comuniste (l'esempio più noto è la Russia, con i suoi oligarchi), ma in Croazia fu aggravato dallo stato di guerra.
L'accusa più frequente formulata nei confronti di Tuđman è quella di comportamento autocratico e di dispotismo.
Tuđman fu eletto presidente della Croazia per tre volte. Si ammalò di cancro nel 1993. La malattia non gli impedì di svolgere il suo ruolo, ma la sua salute peggiorò nel 1999 e il 10 dicembre di quell'anno Tuđman morì per un'emorragia interna. La salma è sepolta nel cimitero Mirogoj di Zagabria.

## Controversie

### "Adriatic Connection"
Negli anni ottanta, la Mala del Brenta, e in particolare il suo boss Felice Maniero, erano riusciti a comprare società immobiliari a Zagabria e nell'Istria, che coprivano gli affari illeciti come gioco d'azzardo, traffico di droga e di armi già ai tempi della Jugoslavia, grazie alla corruzione di membri del Governo locale e funzionari statali. Dopo la nascita della Repubblica Croata, gli affari illeciti continuarono e crebbero grazie all'amicizia tra Maniero e Miroslav Tuđman, figlio di Franjo e suo delegato. Infatti, Franjo Tuđman avrebbe avuto "partecipazioni" nei traffici e grosse somme di denaro dalla Mala del Brenta in cambio di protezione.

### La pulizia etnica
Quando Tuđman era presidente, si è reso responsabile, assieme a Slobodan Milošević, della pulizia etnica nei confronti dei musulmani bosniaci durante la Guerra in Bosnia ed Erzegovina.